# Glaciologia
La glaciologia (del llatí: «glacies»- gel i del grec: «logos»- tractat) és la branca de la geografia, preocupada dels múltiples fenòmens actuals i passats, relacionats amb l'extensió, distribució, causes, característiques, processos, dinàmiques, classificacions i implicacions de l'aigua en estat sòlid, en totes les manifestacions que es pot presentar a la natura (glaceres, gel, neu, calamarsa, neu congesta, etc.). Això inclou des dels mantells de gel de l'Antàrtida i Groenlàndia fins al gebre i la calamarsa, passant pels glaceres de muntanya, la neu, el gel marí, el gel lacustre i el gel fluvial. D'altra banda l'estudi del permafrost, o sòls congelats que es congelen i descongelen periòdicament, pertany al camp d'estudi de la geocriologia.
La glaciologia és una ciència de la Terra interdisciplinària que integra geofísica, geologia, geografia física, geomorfologia, climatologia, meteorologia, hidrologia, biologia i ecologia. L'impacte de les glaceres sobre les persones inclou els camps de la geografia humana i l'antropologia. Els descobriments de gel d'aigua a la Lluna, Mart, Europa i Plutó afegeixen un component extraterrestre al camp, que es coneix com "astroglaciologia".

## Visió general
Una glacera és una massa estesa de gel formada a partir de la neu que cau i s'acumula durant un llarg període; les glaceres es mouen molt lentament, ja sigui baixant de les altes muntanyes, com a les glaceres de la vall, o desplaçant-se cap a fora dels centres d'acumulació, com a les glaceres continentals.
Les àrees d'estudi de la glaciologia inclouen la història glacial i la reconstrucció de la glaciació passada. Un glaciòleg és una persona que estudia les glaceres. Un geòleg glacial estudia els dipòsits glacials i les característiques erosives glacials del paisatge. La glaciologia i la geologia glacial són àrees clau de la recerca polar.

## Tipus

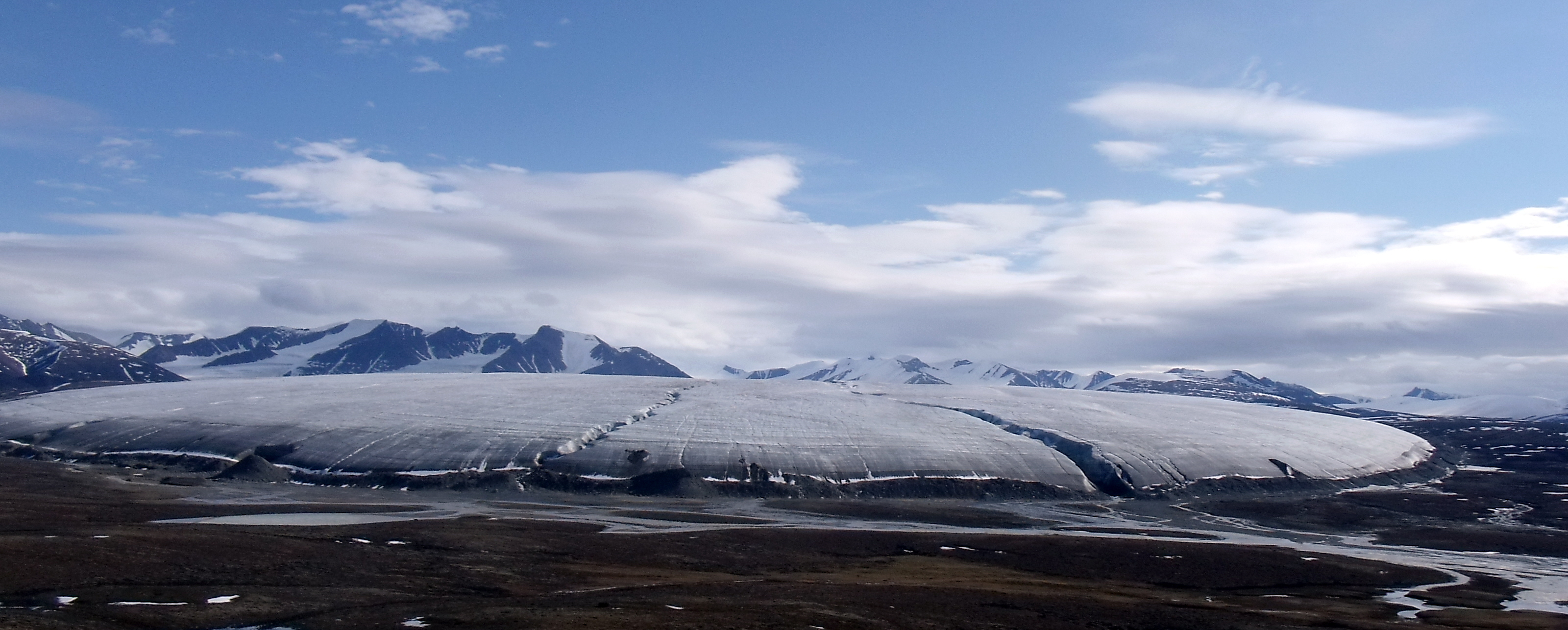
Una glacera de l'illa Bylot, Parc Nacional de Sirmilik, Nunavut. Aquesta glacera de muntanya és una de les moltes que baixen des del casquet de gel interior al cim de les muntanyes de Byam Martin.

Les glaceres es poden identificar per la seva geometria i la relació amb la topografia circumdant. Hi ha dues categories generals de glaciació que els glaciòlegs distingeixen: glaciació alpina, acumulacions o "rius de gel" confinats a les valls; i glaciació continental, acumulacions sense restriccions que abans cobrien gran part dels continents del nord.
- Alpí: el gel flueix per les valls de les zones muntanyoses i forma una llengua de gel que es desplaça cap a les planes de sota. Les glaceres alpines tendeixen a fer la topografia més accidentada afegint i millorant l'escala de les característiques existents. Diverses característiques inclouen grans barrancs anomenats circs i arestes, que són crestes on es troben les vores de dos circs.
- Continental: una capa de gel que es troba avui, només a les altes latituds (Groenlàndia/Antàrtida), de milers de quilòmetres quadrats d'àrea i milers de metres de gruix. Aquestes tendeixen a suavitzar els paisatges.

## Zones de glaceres
- Zona d'acumulació: on la formació de gel és més ràpida que la seva eliminació.
- Zona d'ablació (o malbaratament): quan la suma de la fusió, part i l'evaporació (sublimació) és superior a la quantitat de neu que s'afegeix cada any.

## Línia d'equilibri de la glacera i ELA
La línia d'equilibri de la glacera és la línia que separa l'àrea d'acumulació glacial superior de l'àrea d'ablació de sota.
L'altitud de la línia d'equilibri (ELA) i el seu canvi al llarg dels anys és un indicador clau de la salut d'una glacera. Es pot utilitzar un seguiment a llarg termini de l'ELA com a indicació del canvi climàtic.

## Moviment

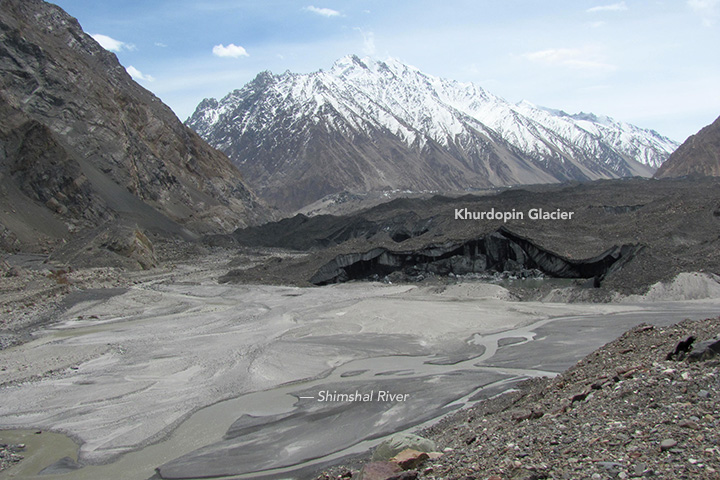
Glacera Khurdopin i riu Shimshal, Gilgit-Baltistan, nord del Pakistan el 2017. Diverses glaceres desemboquen a la vall de Shimshal, i són propenses a bloquejar el riu. La glacera Khurdopin va augmentar el 2016-2017, creant un gran llac.

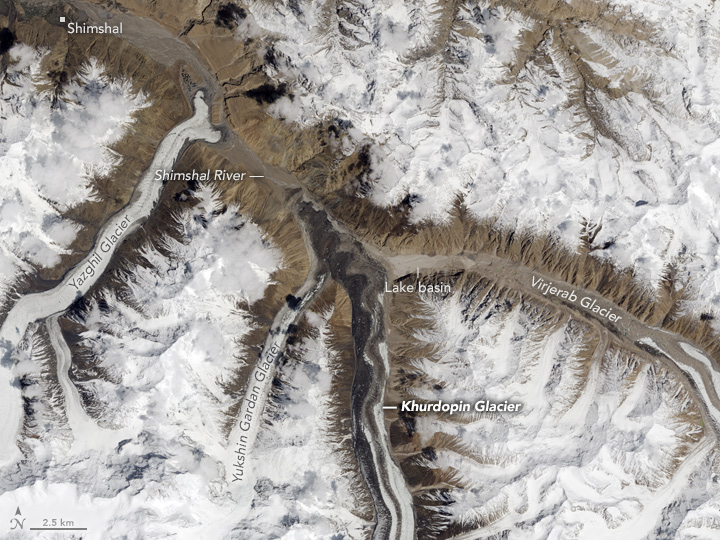
Glaceres de la vall de Shimsal des de l'espai, 13 de maig de 2017. La glacera Khurdopin ha embassat el riu Shimshal, formant un llac glacial. El riu ha començat a tallar un camí pel punter de la glacera. A principis d'agost de 2017, el llac s'havia drenat completament.

Quan una glacera experimenta una acumulació d'entrada per precipitació (neu o pluja congelada) que supera la sortida per ablació, la glacera mostra un "balanç positiu de massa" i avançarà. Per contra, si la pèrdua de volum (per evaporació, sublimació, fusió i part) supera l'acumulació, la glacera mostra un "balanç negatiu de massa" i la glacera es tornarà a fondre. Durant els temps en què el volum d'entrada a la glacera per precipitació és equivalent al volum de gel perdut per part, evaporació i fusió, la glacera té un estat estacionari.
Algunes glaceres mostren períodes en què la glacera avança a un ritme extrem, que normalment és 100 vegades més ràpid del que es considera normal, s'anomena "glacera creixent". Els períodes de sobretensió poden ocórrer en un interval de 10 a 15 anys, p. ex. Svalbard. Això es deu principalment a un període d'acumulació de llarga durada a la glacera subpolar congelada a terra a l'àrea d'acumulació. Quan augmenta l'estrès a causa del volum addicional a l'àrea d'acumulació, es pot assolir el punt de fusió de pressió del gel a la seva base, el gel de la glacera basal es fon i la glacera s'eleva sobre una pel·lícula d'aigua de fusió.

### Velocitat de moviment
El moviment de les glaceres sol ser lent. La seva velocitat varia d'uns quants centímetres a uns quants metres per dia. La velocitat de moviment depèn dels factors que s'enumeren a continuació:
- Temperatura del gel. Una glacera polar mostra gel fred amb temperatures molt per sota del punt de congelació des de la seva superfície fins a la seva base. Està congelat al seu llit. Una glacera temperada es troba a una temperatura de punt de fusió durant tot l'any, des de la superfície fins a la base. Això permet que la glacera llisqui sobre una fina capa d'aigua de fusió. La majoria de les glaceres de les regions alpines són glaceres temperades.
- Gradient del pendent.
- Gruix de la glacera[3]
- Dinàmica de l'aigua subglacial

## Història
L'interès humà per la neu, el gel i les glaceres es remunta molt enrere en el temps. Tal és així que és possible trobar referències a glaceres en sagues Island i altres relats antics. No obstant això no va ser sinó fins al segle xviii que la glaciologia es comença a gestar com a disciplina. Això es va deure a una combinació de factors com els grans viatges d'exploració a zones polars i també a l'existència d'una nova classe alta europea que solia viatjar i passar les vacances als Alps. El resultat d'ambdues és el natural desenvolupament d'un interès científic per la naturalesa del gel i de la neu.
El desenvolupament de la glaciologia està, des dels seus orígens, molt emparentat amb el de la geografia glacial. Vital importància tenen els treballs de qui és considerat el pare de la glaciologia, el patriarca de la geografia russa; Mikhaïl Lomonóssov qui a mitjans del segle xviii és enviat pel altamirallat rus en diferents oportunitats a fer estudis geogràfics a la zona de l'àrtic siberià. En 1763 publica la seva obra titulada "Breu Descripció de les Diferents Travessies en els Mars del Nord i Demostració de la Possibilitat d'Arribar a les Índies Orientals Travessant l'Oceà Siberià" on proposa una llei general dels moviments dels gels, dels quals proporciona una classificació que encara regeix en el bàsic.
Continuant el llegat de Lomonosov va ser l'escola geogràfica russa amb la seva visió integradora la que va continuar en la investigació dels gels. Molt de temps després es van sumar investigacions importants d'altres parts del món com van ser la del suís Ignaz Venetz, la teoria glacial d'Agassiz i les que va impulsar la contrastació de la teoria del cicle geogràfic de William Morris Davis amb el modelatge de la geografia glacial. La glaciologia pròpiament dita neix a principis del Segle XX, especialment amb els treballs de britànics i italians però va prendre èmfasi a partir de la fi de la Segona Guerra Mundial, a causa dels desenvolupaments tecnològics i també de les activitats bèl·liques en zones polars i de tundra, que exigien coneixement de la geografia del terreny.
Els precursors, són nombrosos.
- 1703: Johann Heinrich Hottinger publica la Descriptio montium glacialium Helveticorum, en què qüestiona l'origen i els moviments de les muntanyes de gel.
- 1706: Johann Jakob Scheuchzer publica "La història natural de Suïssa", en què estudia científicament les glaceres alpines.
- 1779: Horace-Bénédict de Saussure (1740-1799) publica Voyage dans les Alpes, puja al Mont Blanc el 1787 amb instruments científics i mesura la seva alçada; imposa la paraula "glacial" en lloc de glacière.
- 1821: Ignace Venetz (1788-1859) convenç a Jean de Charpentier (1786-1855) que els Blocs Erràtics van ser transportats durant "climes glacials".
- 1840: Louis Agassiz (1807-1873) reprèn l'estudi i publica Étude sur les glaciers (després d'haver estat el primer, el 1837, a proposar científicament l'existència d'una edat de gel). També és la data en què Jules Dumont d'Urville va arribar a la Terra d'Adèlia i James Clark Ross va passar per una immensa barrera de gel, el Mar de Ross, la Serralada Antàrtica i dos volcans: el Mont Erebus en activitat i el Mont Terror extint.
- 1881: François-Alphonse Forel publica el primer Estudi sistemàtic dels llits de gel.

## Terminologia glacial
AblacióMalbaratament de la glacera per sublimació, fusió del gel i part.
Zona d'ablacióÀrea d'una glacera en la qual la pèrdua anual de gel per ablació supera el guany anual de la precipitació.
Arestauna cresta aguda de roca on es troben dos circs.
RimaiaEscletxa formada prop de la capçalera d'una glacera, on la massa de gel ha girat i esquinçat a la manera d'una falla geològica.
CircDepressió en forma de bol excavada per la font d'una glacera.
Deformació per fluència lentaajust a estrès a un nivell molecular.
FluxeMoviment (del gel) en direcció constant.
Fracturatrencament fràgil (trencament del gel) per l'estrès generat quan el moviment és massa ràpid per acollir-se al fluiment. Succeeix, per exemple, quan la part central d'una glacera es mou més ràpidament que les vores.
Forma del relleu glacialNom col·lectiu per a les estructures morfològiques dins/damunt/sota/al voltant d'una glacera.
Morenaresidu acumulat que ha estat transportat per una glacera i dipositat als seus costats (morrena lateral) o al seu peu (morrena terminal).
GeleraZona a la part superior d'una glacera (sovint un circ) on la neu s'acumula i alimenta la glacera.
Nunatak/Rognon/Illa GlacialCim visible d'una muntanya coberta per una glacera.
BanyaAgulla de roca, també coneguda com a pic piramidal, formada per l'erosió capdavantera de tres o més circs al voltant d'una sola muntanya. És un cas extrem d'aresta.
Esplomat/Pedreraon l'adhesió del gel a la roca és més forta que la cohesió de la roca, part de la roca surt amb el gel que flueix.
Tarnun llac postglacial en un circ.
Vall túnelEl túnel que es forma per l'erosió hidràulica del gel i la roca sota un marge de la capa de gel. La vall túnel és el que en queda a la roca subjacent quan la capa de gel s'ha fos.

## Dipòsits glacials

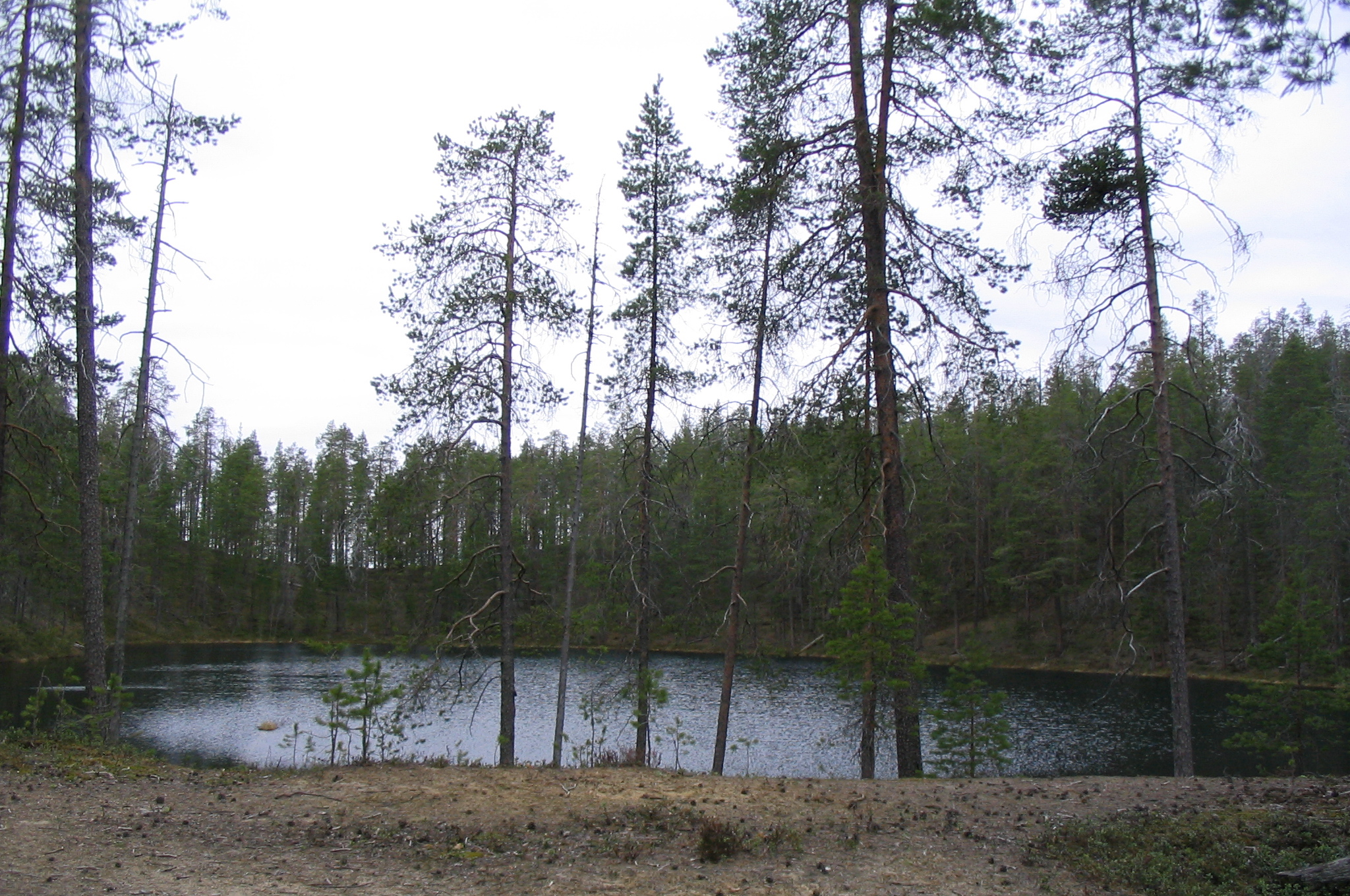
Un estany de bullidor a Hossa, municipi de Suomussalmi, Finlàndia

## Dipòsits glacials[3]

### Estratificat
Sandur de sorra/gravaDavant de les glaceres, que es troba en una plana.
KettleQuan un bloc de gel estancat deixa una depressió o fossa.
Eskerscrestes escarpades de grava/sorra, possiblement causades per rierols que corren sota el gel estancat.
KamesLa deriva estratificada s'acumula per turons baixos i escarpats.
VarvesLlits sedimentaris prims alternats (grossos i fins) d'un llac proglacial. Les condicions d'estiu dipositen més material i més gruixut i les de l'hivern, menys i més fins.

### No estratificat

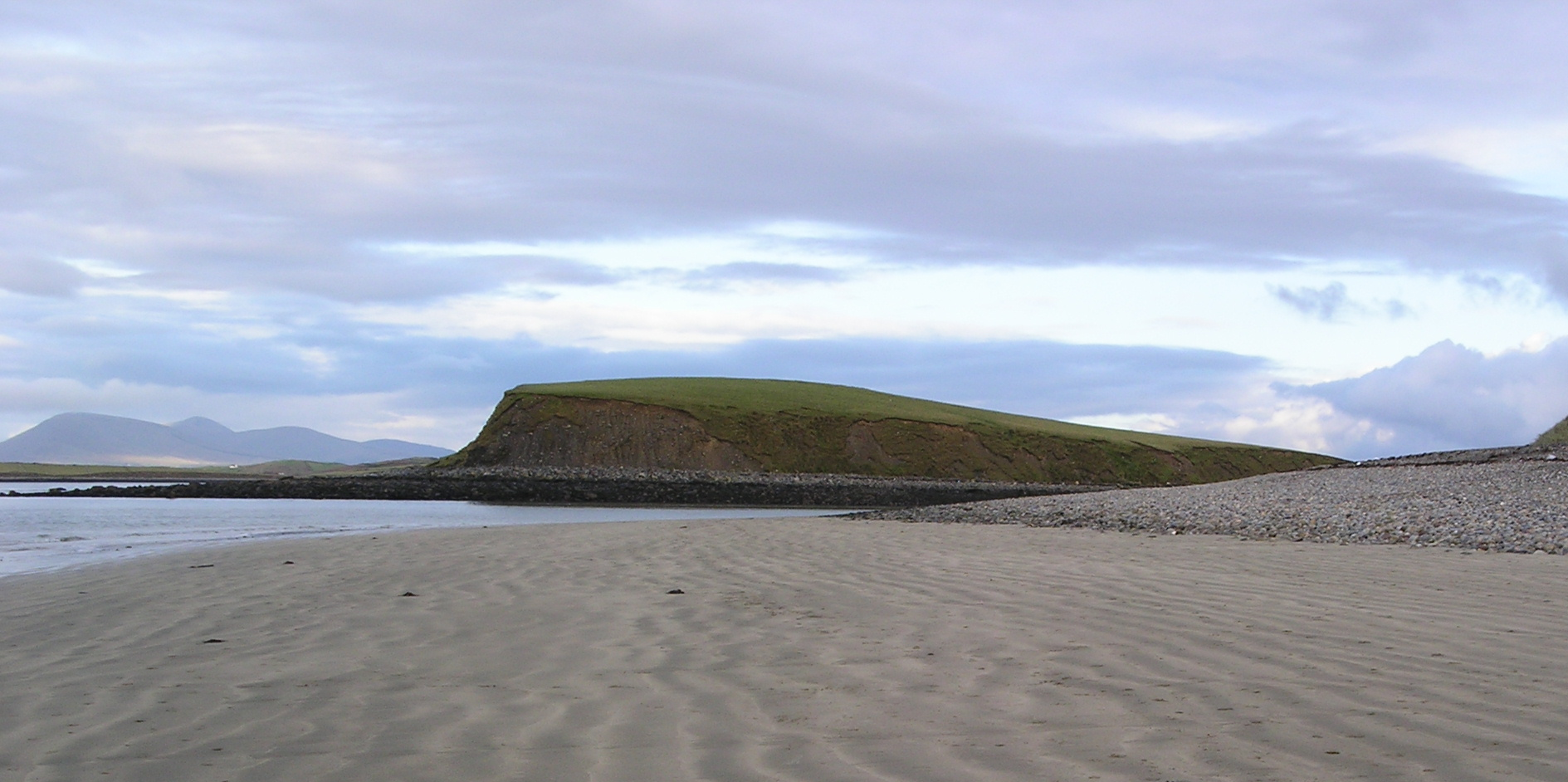
Drumlin ofegat a Clew Bay, Irlanda

Til·lita-sense classificar(Farina glacial a blocs) dipositat per les glaceres retrocedint/avançant, formant morenes i drumlins.
Morenes(Terminal) material dipositat al final; (sòl) material dipositat a mesura que la glacera es fon; material (lateral) dipositat pels costats.
DrumlinsTurons llisos i allargats composts per til·lita.
Morenes nervadesGrans turons allargats subglacials transversals a l'antic flux de gel.

## Curiositats
- Durant l'última edat de gel, les glaceres van cobrir 1/3 parts del planeta.
- 68,7% de l'aigua fresca del planeta està concentrada a les glaceres i capes de gel.
- El gel de glacera cobreix 10% de la superfície del planeta.
- L'Antàrtida conté el 90% del gel del planeta.
- La capa de gel més gruixuda descoberta a l'Antàrtida mesura 4.770 m de gruix.
- Groenlàndia està coberta per 2,5 milions de quilòmetres cúbics de gel.
- La mostra de gel més antiga data de 750.000 anys.
- Si totes les glaceres es fonessin simultàniament, el nivell del mar s'elevaria 70 metres.
- Cada any ocorren al món un milió d'allaus de neu.
- La temperatura més baixa registrada a l'Antàrtida va ser de -89,6°C.

## Per a més informació
- Benn, Douglas I. and David J. A. Evans. Glaciers and Glaciation. Londres; Arnold, 1998. ISBN 0-340-58431-9
- Greve, Ralf and Heinz Blatter. Dynamics of Ice Sheets and Glaciers. Berlín etc.; Springer, 2009. ISBN 978-3-642-03414-5
- Hambrey, Michael and Jürg Alean. Glaciers. 2nd ed. Cambridge and Nova York; Cambridge University Press, 2004. ISBN 0-521-82808-2
- Hooke, Roger LeB. Principles of Glacier Mechanics. 2nd ed. Cambridge and New York; Cambridge University Press, 2005. ISBN 0-521-54416-5
- Paterson, W. Stanley B. The Physics of Glaciers. 3rd ed. Oxford etc.; Pergamon Press, 1994. ISBN 0-08-037944-3
- van der Veen, Cornelis J. Fundamentals of Glacier Dynamics. Rotterdam; A. A. Balkema, 1999. ISBN 90-5410-471-6
- van der Veen, Cornelis J. Fundamentals of Glacier Dynamics. 2nd ed. Boca Raton, FL; CRC Press, 2013. ISBN 14-398-3566-7